# Norsviken
Norsviken este o arie protejată (arie specială de conservare — SAC, sit de importanță comunitară — SCI) din Suedia întinsă pe o suprafață de 24,38 ha, integral pe uscat.

## Localizare
Centrul sitului Norsviken este situat la coordonatele 59°53′04″N 18°52′42″E / 59.884396°N 18.878384°E.

## Înființare
Situl Norsviken a fost declarat sit de importanță comunitară în iunie 2001 pentru a proteja un număr necunoscut de specii din flora spontană și fauna sălbatică aflate în arealul zonei. Situl a fost protejat și ca arie specială de conservare în martie 2011.

## Biodiversitate
Situată în ecoregiunea boreală, aria protejată conține 2 habitate naturale: Liziere de ierburi înalte hidrofile de câmpie și de nivel montan până la alpin, Golfuri mici înguste din Baltica boreală.
La baza desemnării sitului se află un număr nedeclarat de specii protejate.